# Арістіде Карабеллі
Арістіде Карабеллі (італ. Aristide Carabelli, 9 грудня 1916, Корсіко — 26 липня 1941, Мальта) — італійський військовик, учасник Другої світової війни, нагороджений Золотою медаллю «За військову доблесть».

## Біографія
Арістіде Карабеллі народився 9 грудня 1916 року в Корсіко. Вступив на інженерний факультет Міланської політехніки. Добровільно вступив на 1-й курс попередньої військово-морської підготовки, і у серпні 1938 році вступив до Військово-морської академії в Ліворно. У 1940 році отримав звання молодшого лейтенанта.
У березні 1941 року перевівся до складу 10-ї флотилії МАС. Після проходження курсу підготовки взяв участь в атаці Мальти.
План атаки передбачав, що Тезео Тезеї та Альчіде Педретті мали підірвати загородження, які закривали вхід в бухту Валетти, і у прогалину мали рушити вибухові човни для атаки ворожих кораблів. Проте через несправність торпеди вони дістались до загородження о 4:30, коли вже почало світати. Щоб не допустити зриву операції, Тезеї свідомо встановив нульову затримку підривача, і підірвав загородження разом із собою. Тим часом, оскільки в призначений час вибух ще не пролунав, керівник операції Джорджо Джоббе відправив 2 вибухові катери, якими керували Роберто Фрассетто та Арістіде Карабеллі,  щоб підірвати загородження. Човен Фрассетто не вразив ціль, але катер Карабеллі вибухнув з такою силою, що зруйнував не лише загородження, але й міст Сент-Еельмо, що з'єднував береги бухти. Цілком можливо, що торпеда Тезеї та катер Карабеллі вибухнули одночасно.

## Вшанування
Арістіде Карабеллі посмертно був нагороджений Золотою медаллю «За військову доблесть».
У 1942 році Міланська політехніка посмертно присвоїла йому диплом випускника.

## Нагороди
- Золота медаль «За військову доблесть»